# Johann Bauersachs

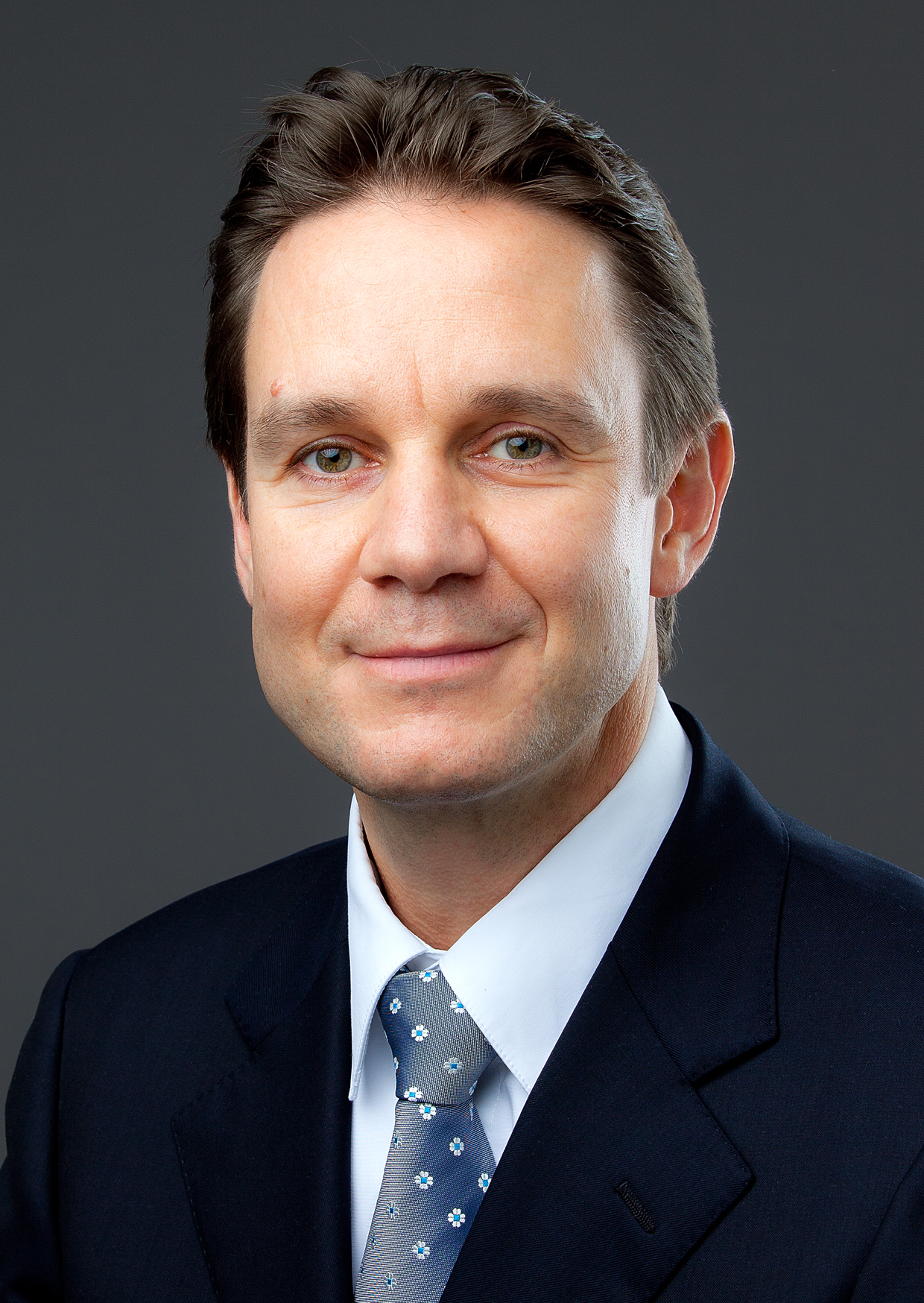
Johann Bauersachs

Johann Bauersachs (* 22. April 1966 in Karlsruhe) ist ein deutscher Internist, Kardiologe, Intensivmediziner, Universitätsprofessor an der Medizinischen Hochschule Hannover und dort Direktor der Klinik für Kardiologie und Angiologie. Er ist bekannt für seine wissenschaftlichen Beiträge auf den Gebieten Akutes Koronarsyndrom, Linksventrikuläre Heilung und Remodeling nach Ischämie sowie akute und chronische Herzschwäche.

## Leben
Nach dem Studium der Humanmedizin und Promotion an der Universität Freiburg 1993 war Bauersachs wissenschaftlicher Mitarbeiter und Assistenzarzt an der Medizinischen Klinik IV und am Institut für kardiovaskuläre Physiologie des Universitätsklinikums Frankfurt und an der II. Medizinischen Klinik, Universitätsklinikum Mannheim. Am Universitätsklinikum Würzburg habilitierte sich Bauersachs 2001 für das Fach Innere Medizin und erhielt die Venia legendi. 2008 erfolgte die Ernennung zum apl. Professor und Leitenden Oberarzt der Medizinischen Klinik I des Universitätsklinikums Würzburg. Seit 2010 ist Bauersachs W3-Professor und Direktor der Klinik für Kardiologie und Angiologie an der Medizinischen Hochschule Hannover.

## Wissenschaftlicher Beitrag
Die wissenschaftliche Tätigkeit von Bauersachs konzentrierte sich zunächst auf die für die Regulation des Blutdrucks und der Organperfusion entscheidende endothelabhängige Dilatation der Blutgefäße. Er erforschte die endotheliale Dysfunktion bei Herzinsuffizienz und die chronischen Umbauprozesse (Remodeling)  des Myokards nach experimentellem  Myokardinfarkt in Ratte und Maus. Erstmals gelang der Beweis einer positiven Beeinflussung des linksventrikulären Remodelings nach Myokardinfarkt durch Behandlung mit Statinen. Die Forschungstätigkeit erstreckte sich auch auf klinische Untersuchungen zur Verbesserung der Therapie mit MR-Antagonisten bei Herzinfarkt sowie Herz- und Niereninsuffizienz.
Zusammen mit T. Thum entstanden grundlegende Arbeiten zur Rolle von nicht-kodierenden RNA, insbesondere microRNA, bei Herz- und Gefäßkrankheiten, welche auch zu Patenten zur Behandlung von Herz- und Gefäßkrankheiten führten. Erstmals wurde die Bedeutung von microRNAs für das fötale Reprogramming der Genexpression bei Herzinsuffizienz gezeigt sowie die erste Anwendung eines Antagomirs zur Behandlung der Herzinsuffizienz im Tiermodell durchgeführt. Diese Forschungstätigkeit setzt Bauersachs im Exzellenzcluster REBIRTH an der Medizinischen Hochschule Hannover fort. Schwerpunkt war die Translation in die klinische Anwendung sowie die große Endpunktstudie DIGIT-HF.
Neben der Forschungstätigkeit leistete Bauersachs auch Beiträge zur wissenschaftlichen Forschung als Mitherausgeber und Gutachter für medizinische und naturwissenschaftliche Fachzeitschriften, als Organisator von Kongressen und als Kommissionsmitglied/Gutachter für internationale Institutionen der Wissenschaftsförderung wie die Deutsche Forschungsgemeinschaft (seit 2012 als Fachkollegiat), INSERM (Frankreich), ANR (Frankreich), Wellcome Trust (UK), die Deutsche Herzstiftung, und die EU.

## Mitgliedschaften in wissenschaftlichen Vereinigungen
Bauersachs ist Board Member der Heart Failure Association (HFA) der Europäischen Gesellschaft für Kardiologie (ESC) und Chair der HFA-Study Group on Peripartum Cardiomyopathy. In der Deutschen Gesellschaft für Kardiologie sowie in der Deutschen Gesellschaft für Innere Medizin ist er Mitglied der Programmkommissionen. Außerdem ist er Vorsitzender von ESAC Deutschland, Verein zur Förderung der Aldosteronforschung, sowie einer der Koordinatoren der EU-geförderten COST Action ADMIRE (Aldosterone and Mineralocorticoid Receptor). Bauersachs ist Mitglied der Editorial Boards von Hypertension, Cardiovascular Research, Basic Research in Cardiology sowie Clinical Research in Cardiology. Bauersachs ist interventioneller Kardiologe mit  besonderen Interessen in akuten Koronarsyndromen, linksventrikulären Heilungs- und Remodelingprozessen,  akuter und chronischer Herzinsuffizienz sowie Intensivmedizin. Bauersachs ist seit 2012 Fachkollegiat der Deutschen Forschungsgemeinschaft. Zwischen 1999 und 2010 war er wissenschaftlicher Sekretär der Sonderforschungsbereiche 355 und 688 an der Universität Würzburg. Im Exzellenzcluster REBIRTH (From Regenerative Biology to Reconstructive Therapy) ist er Mitglied des Steering Committees und Area Manager. Bauersachs ist seit 1. Oktober 2016 Sprecher der von der DFG geförderten Klinischen Forschergruppe KFO311 „(Prä-)terminales Herz- und Lungenversagen: mechanische Entlastung und Reparatur“.

## Auszeichnungen
- 2001  Oskar-Lapp-Preis der Deutschen Gesellschaft für Kardiologie
- 2004  Albert-Fraenkel-Preis der Deutschen Gesellschaft für Kardiologie
- 2006  Parmley-Preis des American College of Cardiology
- 2012  Bernard and Joan Marshall Distinguished Investigator Award, British Society for Cardiovascular Research

## Publikationen
Bauersachs veröffentlichte mehr als 300 wissenschaftliche Fachartikel (Stand Dez. 2016).
- PubMed Johann Bauersachs Publikationsliste
- PubFacts Johann Bauersachs Publikationsliste